# Ministère de la Défense (Venezuela)
Le ministère de la Défense (Ministerio del Poder Popular para la Defensa, en espagnol, littéralement « ministère du Pouvoir populaire pour la Défense ») est un ministère du gouvernement du Venezuela chargé du contrôle, de l'administration et des opérations des quatre composantes des forces armées vénézuéliennes. L'actuel ministre est le militaire Vladimir Padrino López depuis le 25 octobre 2014. Son siège est situé au fort Tiuna à Caracas.

## Chronologie
Le ministère actuel tire ses origines du Bureau de la Guerre et de la Marine (Despacho de Guerra y Marina) créé le 25 avril 1810 par la Junte Suprême de Caracas et son premier secrétaire est le capitaine de frégate Lino de Clemente. Par décret du 29 juillet 1863 du président Juan Crisóstomo Falcón, le bureau devient ministère de la Marine jusqu'au 1er juillet 1874 lorsqu'il est rebaptisé ministère de la Guerre et de la Marine par décret du Congrès des États-Unis du Venezuela. En 1946, un décret de la junte révolutionnaire le transforme en ministère de la Défense nationale et en 1951, il devient ministère de la Défense. Le 8 janvier 2007, le président Hugo Chávez signe un décret qui lui donne son nom actuel Ministerio del Poder Popular para la Defensa.
Le ministre dépend directement des ordres du président du Venezuela ou du commandant en chef des forces armées.

## Liste des ministres de la Défense
| Image | Nom                       | Parti | Début            | Fin              |
| ----- | ------------------------- | ----- | ---------------- | ---------------- |
|       | Vladimir Padrino López    | PSUV  | 2025             |                  |
|       | Vladimir Padrino López    | PSUV  | 2019             | 2025             |
|       | Vladimir Padrino López    | PSUV  | 25 octobre 2014  | 2019             |
|       | Carmen Meléndez           | PSUV  | 5 juillet 2013   | 25 octobre 2014  |
|       | Diego Molero Bellavia     |       | 9 décembre 2012  | 5 juillet 2013   |
|       | Henry Rangel Silva        | PSUV  | 15 janvier 2012  | 13 octobre 2012  |
|       | Carlos Mata Figueroa      | PSUV  | janvier 2010     | 15 janvier 2012  |
|       | Ramón Carrizales          | PSUV  | 4 mars 2009      | janvier 2010     |
|       | Gustavo Rangel Briceño    | PSUV  | 18 juillet 2007  | 4 mars 2009      |
|       | Raúl Isaías Baduel        |       | 24 juin 2006     | 18 juillet 2007  |
|       | Orlando Maniglia          |       | 5 juillet 2005   | 24 juin 2006     |
|       | Jorge García Carneiro     | PSUV  | 8 janvier 2004   | 2005             |
|       | José Luis Prieto          |       | 4 juillet 2002   | 8 janvier 2004   |
|       | Lucas Rincón              |       | 1er avril 2002   | juillet 2002     |
|       | José Vicente Rangel       |       | 14 février 2001  | 5 mai 2002       |
|       | Ismael Hurtado            |       | février 2000     | février 2001     |
|       | Raúl Salazar              |       | février 1999     | février 2000     |
|       | Tito Rincón Bravo         |       | 2 juillet 1997   | février 1999     |
|       | Pedro Valencia            |       | 28 juin 1996     | 2 juillet 1997   |
|       | Moisés Orozco             |       | 4 janvier 1995   | 28 juin 1996     |
|       | Rafael Montero            |       | 1994             | 1995             |
|       | Radamés Muñoz León        |       | 1993             | 1994             |
|       | Iván Jiménez              |       | 1992             | 1993             |
|       | Fernando Ochoa            |       | 1991             | 1992             |
|       | Hector Jurado Toro        |       | 1990             | 1991             |
|       | Filmo López               |       | 1989             | 1990             |
|       | Italo Del Valle           |       | 1988             | 1989             |
|       | Eliodoro Guerrero         |       | 1987             | 1988             |
|       | José Cardozo              |       | 1986             | 1987             |
|       | Andres Brito Martinez     |       | 1984             | 1986             |
|       | Humberto Alcade Alvarez   |       | 1983             | 1984             |
|       | Vicente Narvaez           |       | 1er juillet 1982 | 3 juillet 1983   |
|       | Bernardo Leal             |       | 25 juin 1981     | 1er juillet 1982 |
|       | Tomas Abreu Rescaniere    |       | 26 juin 1980     | 25 juin 1981     |
|       | Luis Rangel               |       | 28 juin 1979     | 26 juin 1980     |
|       | Fernando Paredes          |       | 15 juillet 1977  | 28 juin 1979     |
|       | Francisco Alvarez         |       | 19 janvier 1976  | 15 juillet 1977  |
|       | Homero Leal               |       | 12 mars 1974     | 19 janvier 1976  |
|       | Gustavo Pardi Dávila      |       | 28 décembre 1972 | 12 mars 1974     |
|       | Jesús Carbonell Izquierdo |       | 29 juillet 1971  | 28 décembre 1972 |
|       | Martín García Villasmíl   |       | 11 mars 1969     | 29 juillet 1971  |
|       | Ramón Florencio Gómez     |       | 11 mars 1964     | 11 mars 1969     |
|       | Antonio Briceño           |       | 22 mars 1961     | 11 mars 1964     |
|       | Josue Lopéz               |       | 23 juillet 1958  | 22 mars 1961     |
|       | Jesús Castro León         |       | 25 janvier 1958  | 23 juillet 1958  |